# Seznam dílů seriálu Ošklivka Katka
Toto je seznam dílů seriálu Ošklivka Katka. Český romantický seriál Ošklivka Katka vysílala televize Prima od března 2008 do dubna 2009. Liché díly byly vysílány v pondělí a sudé ve středu. Poslední 29. díl první řady byl odvysílán v pátek. Od 27. října televize zrušila středeční vysílání a přešla na týdenní periodu.

## Seznam dílů
| Č. v seriálu | Název                       | Režie         | Datum premiéry               |
| ------------ | --------------------------- | ------------- | ---------------------------- |
| 1            | To jsem já                  | Jiří Chlumský | 3. března 2008 (pondělí)     |
| 2            | Jsem hvězdou večera         | Jiří Chlumský | 5. března 2008 (středa)      |
| 3            | Samé komplimenty            | Jiří Chlumský | 10. března 2008 (pondělí)    |
| 4            | Tady mě máte                | Jiří Chlumský | 12. března 2008 (středa)     |
| 5            | Ticho před bouří            | Jiří Chlumský | 17. března 2008 (pondělí)    |
| 6            | Známý fígle                 | Jiří Chlumský | 19. března 2008 (středa)     |
| 7            | Den D                       | Jiří Chlumský | 24. března 2008 (pondělí)    |
| 8            | Kateřina je v koutě         | Jiří Chlumský | 26. března 2008 (středa)     |
| 9            | Nepotřebuji vás             | Jiří Chlumský | 31. března 2008 (pondělí)    |
| 10           | Kateřina je zpátky          | Jiří Chlumský | 2. dubna 2008 (středa)       |
| 11           | Vítězství                   | Jiří Chlumský | 7. dubna 2008 (pondělí)      |
| 12           | Velký flám                  | Jiří Chlumský | 9. dubna 2008 (středa)       |
| 13           | Dlužní úpis                 | Jiří Chlumský | 14. dubna 2008 (pondělí)     |
| 14           | Povýšení                    | Jiří Chlumský | 16. dubna 2008 (středa)      |
| 15           | Zázrak v módě               | Jiří Chlumský | 21. dubna 2008 (pondělí)     |
| 16           | Intriky                     | Jiří Chlumský | 23. dubna 2008 (středa)      |
| 17           | Zakletý počítač             | Jiří Chlumský | 28. dubna 2008 (pondělí)     |
| 18           | Všechny za jednu            | Jiří Chlumský | 30. dubna 2008 (středa)      |
| 19           | Kateřina na finančním trůnu | Jiří Chlumský | 5. května 2008 (pondělí)     |
| 20           | Večírek                     | Jiří Chlumský | 7. května 2008 (středa)      |
| 21           | Potřebuji vás, Katko        | Jiří Chlumský | 12. května 2008 (pondělí)    |
| 22           | Provize                     | Jiří Chlumský | 14. května 2008 (středa)     |
| 23           | Úpis ďáblovi                | Jiří Chlumský | 19. května 2008 (pondělí)    |
| 24           | Chudáci na ulici            | Jiří Chlumský | 21. května 2008 (středa)     |
| 25           | Kde je moje Kačenka ?       | Petr Slavík   | 26. května 2008 (pondělí)    |
| 26           | Miluji tě, Tomáši!          | Petr Slavík   | 28. května 2008 (středa)     |
| 27           | Nejkrásnější věta           | Jiří Chlumský | 2. června 2008 (pondělí)     |
| 28           | Neblahé tušení              | Jiří Chlumský | 4. června 2008 (středa)      |
| 29           | Velmi tvrdé přistání        | Jiří Chlumský | 9. června 2008 (pondělí)     |
| 30           | Jízda                       | Jiří Chlumský | 25. srpna 2008 (pondělí)     |
| 31           | Velké problémy              | Jiří Chlumský | 27. srpna 2008 (středa)      |
| 32           | Na pár dní šéfkou           | Petr Nikolaev | 1. září 2008 (pondělí)       |
| 33           | Zase potíže                 | Petr Nikolaev | 3. září 2008 (středa)        |
| 34           | Dlouhá noc                  | Petr Nikolaev | 8. září 2008 (pondělí)       |
| 35           | Kateřino, pomozte mi        | Petr Nikolaev | 10. září 2008 (středa)       |
| 36           | Konkurz                     | Petr Nikolaev | 15. září 2008 (pondělí)      |
| 37           | Válka pokračuje             | Petr Nikolaev | 17. září 2008 (středa)       |
| 38           | Podivné obchody             | Petr Slavík   | 22. září 2008 (pondělí)      |
| 39           | Dvojčata                    | Petr Slavík   | 24. září 2008 (středa)       |
| 40           | Spiknutí                    | Petr Nikolaev | 29. září 2008 (pondělí)      |
| 41           | Peníze                      | Petr Nikolaev | 1. října 2008 (středa)       |
| 42           | Prohraná sázka              | Petr Slavík   | 6. října 2008 (pondělí)      |
| 43           | Naděje                      | Petr Slavík   | 8. října 2008 (středa)       |
| 44           | Nebezpečné hry              | Jiří Chlumský | 13. října 2008 (pondělí)     |
| 45           | Tajný nápadník              | Jiří Chlumský | 15. října 2008 (středa)      |
| 46           | Ty látky zpátky nedostaneme | Petr Slavík   | 20. října 2008 (pondělí)     |
| 47           | Konec KM STYLu              | Petr Slavík   | 22. října 2008 (středa)      |
| 48           | Falešné těhotenství         | Petr Slavík   | 27. října 2008 (pondělí)     |
| 49           | Kdo je táta?                | Petr Slavík   | 3. listopadu 2008 (pondělí)  |
| 50           | Láska někdy bolí            | Petr Slavík   | 10. listopadu 2008 (pondělí) |
| 51           | Cesta do pekla              | Petr Slavík   | 17. listopadu 2008 (pondělí) |
| 52           | Kateřino, KM STYL je tvůj!  |               | 24. listopadu 2008           |
| 53           | Nečekané setkání            |               | 1. prosince 2008             |
| 54           | Past na Patricii            |               | 8. prosince 2008             |
| 55           | Tajná prohlídka             |               | 15. prosince 2008            |
| 56           | Vyhoď Katku, okamžitě!      |               | 22. prosince 2008            |
| 57           | Kdo to je, ten Miky?        |               | 29. prosince 2008            |
| 58           | Žádné dítě nebude           |               | 5. ledna 2009                |
| 59           | Přehlídka                   |               | 12. ledna 2009               |
| 60           | Těžký úkol                  |               | 19. ledna 2009               |
| 61           | Konečně víkend!             |               | 26. ledna 2009               |
| 62           | Teď, nebo nikdy!            |               | 2. února 2009                |
| 63           | Výpověď                     |               | 9. února 2009                |
| 64           | Tajná láska                 |               | 16. února 2009               |
| 65           | Milenec                     |               | 23. února 2009               |
| 66           | Zoufalé lhaní               |               | 2. března 2009               |
| 67           | Sladké mámení               |               | 9. března 2009               |
| 68           | Hra na pravdu               |               | 16. března 2009              |
| 69           | Už tě nechci vidět!         |               | 23. března 2009              |
| 70           | Nevstupuj mi do života      |               | 30. března 2009              |
| 71           | Neopouštějte mě, Katko!     |               | 6. dubna 2009                |
| 72           | Přiznání                    |               | 13. dubna 2009               |
| 73           | Velká láska                 |               | 20. dubna 2009               |